# Maurice Malpas
Maurice Daniel Robert Malpas (Dunfermline, 5 aprile 1962) è un allenatore di calcio ed ex calciatore scozzese, di ruolo difensore.
Venne inserito nella hall of fame del Dundee Utd nel 2008.

## Palmarès

### Giocatore

#### Club
- Campionato scozzese: 1

Dundee United: 1982-1983
- Coppa di Scozia: 1

Dundee United: 1993-1994